# Geraldine Farrar
Geraldine Farrar (Melrose, Massachusetts, 28 de fevereiro de 1882 – Ridgefield, Connecticut, 11 de março de 1967) foi uma cantora lírica e atriz de cinema estadunidense cuja voz, beleza e presença de palco lhe renderam um séquito de Gerryflappers (como eram conhecidas as tietes desta artista), fazendo dela uma das maiores celebridades do cenário lírico mundial no início do século XX.

## Biografia
Farrar era filha de Sidney Farrar e Henrietta Barnes. Estudou canto de início em Boston, passando depois a Nova Iorque com Emma Thursby, Paris com Trabadello e, em Berlim, com a legendária soprano Lilli Lehmann, por recomendação de Lillian Nordica.
Naquela cidade, obtém uma sensacional consagração com sua estreia no papel de Marguerite na ópera Faust de Charles Gounod, em 1901, seguindo sucessos como as protagonistas de Mignon (da ópera homônima de Ambroise Thomas), Manon (da ópera de Massenet) e Julieta (da Romeu e Julieta de Gounod).  Entre seus fãs em Berlim, estava o príncipe herdeiro da Alemanha, com quem se diz que ela teve um envolvimento amoroso a partir de 1903. Sua fama se inicou quando ela mal havia completado 20 anos. Em 1904, já fez suas primeiras gravações para o selo Gramophone and Typewriter Ltd.
Até 1906, ela esteve radicada em Berlim, aparecendo ocasionalmente em Monte Carlo, onde participou da estreia mundial da ópera Amica, de Mascagni. Naquele mesmo ano, voltou aos Estados Unidos, estreando no prestigiado Metropolitan Opera em  Romeu e Julieta em 1906. Em sua noite de debute, o crítico Richard Aldrich, no New York Times, traz impressões sobre sua performance no palco:
"She made a most agreeable impression in her impersonation of Juliette; for she is full of excellent instincts making for the best things as a lyric actress. She has a charming personality, a graceful and winning one, and her stage presence is alluring and with much of the girlishness of Juliette. (…) Her voice is a full and rich soprano, lyric in its nature and flexibility, yet rather darkly colored and with not a little of the dramatic quality and with a power of dramatic nuance that she uses in the main skillfully."

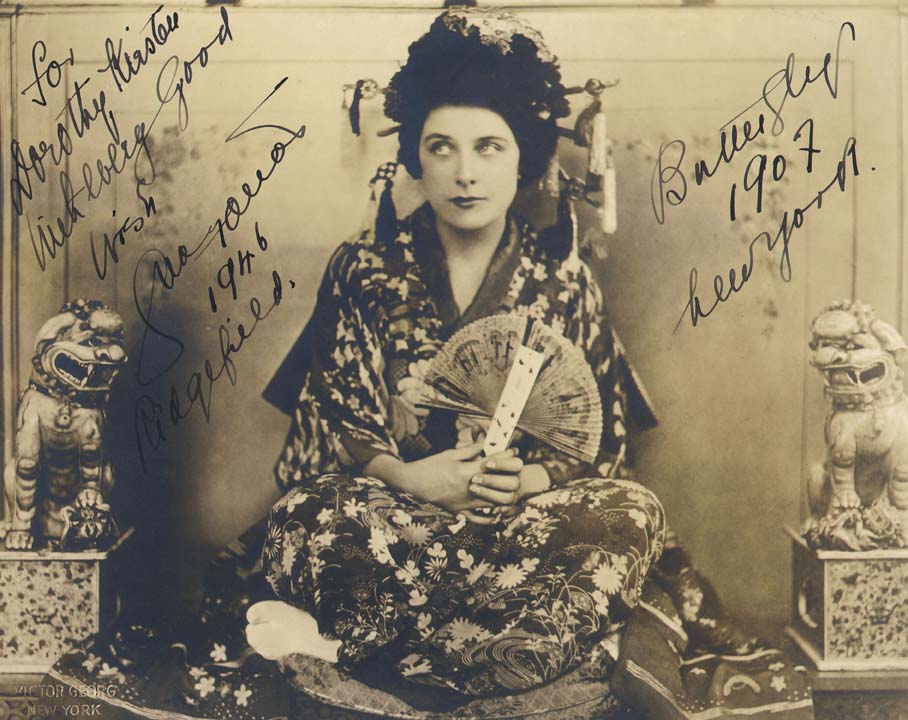
Geraldine Farrar como Madama Butterfly em 1907

Logo após, Farrar se tornou uma das maiores divas do teatro. Apareceu na primeira montagem de Madama Butterfly do Met em 1907, na presença do próprio compositor Puccini. Sendo uma artista de beleza e presença notórias, além de suas inegáveis qualidades artísticas, ganhou inúmeros admiradores nos papéis de Carmen e Tosca. Em 1910, canta na estreia mundial de Königskinder, de Engelbert Humperdinck, e, em 1918, é a primeira intérprete do papel de Suor Angelica na famosa trilogia Il Trittico, de Puccini, em 1918. Em 1914, debuta como Carmen, um dos papéis mais associados a ela, e no ano seguinte é a estrela de um filme mudo da ópera.
Ao total, ela atuou mais de 500 vezes nos palcos do Met entre 1906 e 1922, dos quais quase 100 foram performances de Madama Butterfly, seu papel mais destacado.. Sua última aparição foi como Zazà, da ópera homônima de Leoncavallo.
A soprano também fez enorme sucesso, durante algum tempo, como atriz em filmes mudos produzidos entre temporadas de ópera. Farrar estrelou em muitos filmes entre 1915 e 1920. Talvez seu melhor papel na tela tenha sido o de Joana D'Arc no filme Joan the Woman de 1917.
Farrar se aposentou da ópera em 1922 com apenas 40 anos. Após 1913, quando sua voz falhou em pleno palco, gerando muitas discussões, sua voz iniciou um gradual processo de decadência. Entretanto, até o fim da carreira ela continuou cantando com sucesso vários de seus grandes papéis. Continuou oferecendo recitais até 1931, quando se despediu no Carnegie Hall, e, por pouco tempo, foi comentarista de rádio para o Metropolitan Opera nos anos 1930.
Farrar foi considerada uma intérprete de excelente talento interpretativo - tendo inclusive trazido um estilo mais realista e animado de atuação para a ópera - e credibilidade, tanto física quanto dramática, assim como dona de uma bela e versátil de soprano lírico. Sua beleza e jovialidade também eram elogiadas como um fator que lhe conferia elegância e melhor adequação na interpretação das heroínas operísticas.

## Vida pessoal
Farrar era, no típico estilo de diva da sua época, famosa pela sua natureza violentamente temperamental e independente. Diversas lendas foram criadas a seu respeito e sobre seu relacionamento com colegas. Era também muito dedicada aos papéis que interpretava, tendo, por exemplo, estudado com a atriz japonesa Fu-ji-Ko para atuar em Madama Butterfly. Realizou várias gravações para a firma Victor Talking Machine Company e sempre aparecia nos anúncios comerciais desse selo, além de estrelar anúncios de outras empresas.
Farrar teve um caso amoroso de sete anos com Arturo Toscanini, apesar de início tenham tido séria incompatibilidade. Segundo rumores da época, ela por fim lhe deu um ultimato: ou ele deixaria a esposa e casava com ela ou voltava para a Itália. Isso teria resultado na renúncia de Toscanini do cargo de maestro-mor do Metropolitan Opera em 1915 e no seu retorno para a Itália. Farrar era amiga íntima do tenor Enrico Caruso, com quem formava nos palcos um frequente e popular par. Já se especulou que os dois teriam tido um caso, mas não parece haver nenhuma prova substancial disso.
O seu casamento com Lou Tellegen, famoso ator de cinema mudo à época, foi a fonte de considerável escândalo e acabou por terminar, em resultado dos muitos casos que ele teve, com um divórcio divulgado publicamente em 1923, assunto que voltou à memória da opinião público quando do bizarro suicídio de Tellegen em Hollywood, em 1934.
Apesar de sua fama como diva temperamental, fez comentários elogiosos e desprendidos sobre divas ascendentes durante seu apogeu, como Amelita Galli-Curci e Rosa Ponselle.
Sua autobiografia, Such Sweet Compulsion, publicada em 1938, foi escrita com capítulos alternando suas próprias palavras com as de sua mãe, a qual floreou bastante os feitos da filha.
Ela morreu de infarto do miocárdio aos 85 anos de idade, e foi sepultada em Valhalla, próximo a Nova Iorque.